# Prothema ochraceosignatum
Prothema ochraceosignatum es una especie de escarabajo longicornio del género Prothema, tribu Prothemini, subfamilia Cerambycinae. Fue descrita científicamente por Pic en 1915.
La especie se mantiene activa durante los meses de abril, mayo y junio.

## Descripción
Mide 14-15,5 milímetros de longitud.

## Distribución
Se distribuye por China.